# Glacier du Birch
Le glacier du Birch, en allemand Birchgletscher, est un glacier situé dans les Alpes en Suisse. Il se trouve sur la rive gauche du Lötschental (vallée des Alpes bernoises, dans le canton du Valais). Ce glacier se trouve sur la commune de Blatten à une altitude comprise entre 3 430 et 2 560 mètres d'altitude (données de 2023). Il se trouve sur le versant nord du Bietschhorn (3 934 m).
Dans les années 1990, des chutes de neige provenant du glacier ensevelissent une piste de ski de fond et la route cantonale. En raison du risque qu’il représente pour les infrastructures, le glacier figure à l’inventaire des glaciers menaçant des infrastructures. En mai 2025, un éboulis provenant du Petit Nesthorn (sommet secondaire situé au nord du Bietschhorn) tombe sur le glacier et et modifie profondément son régime hydrologique. Cette surcharge provoque une avancée du glacier, qui se détache ensuite en grande partie, emportant les masses de débris posés dessus. Les matériaux détachés recouvrent plus de deux kilomètres du fond de vallée du Lötschental. Le village de Blatten est enseveli en grande partie, celui de Ried est entièrement sous la glace et les rochers.

## Situation
Le glacier est situé sur l'ubac de la vallée, c'est-à-dire les pentes orientées vers le nord, les moins ensoleillées. Il est positionné entre l’arête longue de 600 mètres menant au Petit Nesthorn au sud et un éperon rocheux descendant vers le nord, qui sépare la vallée de Birch du col de Baltschieder. Au début du XXe siècle encore, le glacier est relié à l’est, par la crête, au glacier de Stampach, un secteur du glacier de Baltschieder, mais dès l’an 2000, il s’en détache en raison du recul glaciaire. La partie supérieure du glacier, de type suspendu, située sur le versant est du Petit Nesthorn, s’est fragmentée en zones isolées à partir de 2015, tandis que la zone inférieure, plus plane, conserve encore une masse de glace importante (avant les évènements de 2025).
La partie inférieure du glacier repose (avant 2025), comme la langue glaciaire du glacier du Nest situé au sud-ouest, sur un gradin élevé, formé au nord du Petit Nesthorn selon la morphologie typique d’un cirque glaciaire. Le névé, la glace et les débris rocheux provenant du bassin d’altitude s’y accumulent. Le front glaciaire du glacier du Birch, hautement stratifié, surplombe une paroi rocheuse abrupte de 400 mètres, d’où se détachent parfois des masses de glace. Les ruisseaux de fonte y chutent également, formant en contrebas le Birchbach.

## Écoulement
Le Birchbach (« torrent du Birch » en allemand), très abrupt, coule en direction du nord-ouest dans une profonde gorge, la « Birchchinn » ; chinn ou chi est un élément fréquent de toponymes anciens du Valais, désignant dans les dialectes alémaniques alpins des formes de relief comme ravins, failles rocheuses ou gorges,. Cette gorge sépare deux forêts alpines : la « Nästwald » et la « Bellwadwald ». En aval de la gorge, le Birchbach, depuis la fin de la dernière glaciation, dépose un large cône de déjection ; avec de nombreuses laves torrentielles, poussant le cours de la Lonza vers la rive droite de la vallée. Une partie du cône porte le toponyme « Birchgufer » ; gufer désigne, en montagne, des zones de gravats, de moraines ou de terrains d’éboulement.
Les eaux du Birchbach rejoignent la Lonza, qui elle-même rejoint le Rhône. Les évènements de mai 2025 modifient profondément l'écoulement du Birchbach.

## Avalanches
Au XXe siècle, des avalanches de neige et de glace issues de la gorge du Birch atteignent régulièrement le fond de la vallée. En 1988, une avalanche recouvre le cône de déjection du Birchbach. Le 18 décembre 1993, une avalanche atteint le cours de la Lonza et ensevelit la piste de ski de fond du Lötschental. Plus de 40 000 m3 de glace tombent dans la vallée, mais le village de Blatten est protégé par les digues paravalanches. Le glacier est alors placé sous surveillance accrue.
Le 29 décembre 1999, une avalanche poudreuse vraisemblablement déclenchée par une chute de glace sur le versant sud atteint le fond de la vallée et recouvre la route cantonale entre Blatten et Wiler.
En raison des avalanches, une digue de déviation est construite le long du cours du Birchbach afin de protéger les terres de Jungschten et le village de Blatten contre les avalanches de neige.

## Évolution après 2000
| - Carte du glacier du Birch et du Birchbach (vers 1915). - Carte du glacier du Birch et du Birchbach (2023). |

En raison d’une pente abrupte entre la langue glaciaire située vers 2 500 mètres et le fond de vallée à environ 1 500 mètres, le glacier du Birch figure parmi les « glaciers dangereux » de Suisse. Dès 2000, il se divise en une partie supérieure et une partie inférieure, le secteur d’ablation sous la limite des neiges permanentes à 3 000 mètres étant principalement alimenté par les avalanches venant de la partie supérieure du glacier et des versants rocheux voisins.

### Avancée du glacier
Depuis 2019 (environ), la partie inférieure du glacier du Birch progresse d’environ 50 mètres, probablement à cause de la surcharge causée par des matériaux d’érosion qui se sont régulièrement accumulés dans le bassin glaciaire,. En 2024, sa langue glaciaire (à environ 2 500 mètres) est la seule en Suisse à avancer ; sa masse s’accroit également. L’épaisseur de la langue s’est accrue jusqu’à 15 mètres entre 2017 et 2023, car les débris en surface ralentissent la fonte.

### Éboulement de 2025
En mai 2025, des éboulements successifs issus du Petit Nesthorn entraînent la formation d’un amas de débris haut de 81 mètres sur le glacier, pour un poids estimé à neuf millions de tonnes, provoquant une déformation de la partie inférieure du glacier. Le poids de ces matériaux intensifie la fusion par pression, générant plus d’eau de fonte, qui sert de couche de glissement entre la base du glacier et le substrat rocheux. La friction glacier-rocher diminue. La progression du front glaciaire s’accélère rapidement (jusqu’à 10 mètres par jour), jusqu’à ce qu’une grande masse de glace se détache le 28 mai 2025, emportant les débris rocheux et s’abattant dans la vallée, ensevelissant en grande partie Blatten et totalement le hameau de Ried. La masse de glace et de roche provenant du glacier a ouvert une large brèche dans la forêt près de la gorge de Birch, détruisant la végétation sur environ un kilomètre carré. Le mélange de glace, roche et bois recouvre environ 2,5 kilomètres de fond de vallée, jusqu’aux abords de la localité de Wiler.
Il ne reste que des vestiges du corps glaciaire inférieur, dont l’étendue exacte est, dans les premiers jours suivants l'éboulement, inconnue.